# Fathi Triki
Fathi Triki (arabe : فتحي التريكي), né le 30 mai 1947 à Sfax, est un philosophe et universitaire tunisien.

## Biographie
Ancien élève, entre autres, de Michel Foucault, François Châtelet, Jean Hyppolite, Pierre Aubenque et Paul Sebag, il est titulaire d'un doctorat d'État en philosophie de l'université Panthéon-Sorbonne.
Professeur émérite de philosophie à l'université de Tunis et ancien doyen de la faculté des lettres et sciences humaines de Sfax, il est détenteur dès 1997 de la chaire Unesco de philosophie pour le monde arabe.
Professeur invité dans plusieurs universités, il est directeur du laboratoire de philosophie PhiLab, membre du Comité tunisien d'évaluation des recherches scientifiques au ministère de l'Enseignement supérieur et de la Recherche scientifique, de l'École tunisienne de philosophie et de l'Académie tunisienne des sciences, des lettres et des arts,.
Membre des comités de direction ou de rédaction de plusieurs revues savantes, il travaille notamment sur les notions de guerre, de tolérance, de « raisonnabilité », de « pratique extrinsèque de la philosophie » ainsi que sur l'histoire de l'islam,. Il conçoit, au fil d'ouvrages en langues arabe et française, une pensée originale : la philosophie du « vivre-ensemble dans la dignité ».

## Décorations
- Officier de l'ordre de la République (Tunisie, 1996)[8] ;
- Commandeur de l'ordre national du Mérite (Tunisie, 2019)[9],[10].

## Distinctions
- Docteur honoris causa de l'université Oran 1 (2008)[11] ;
- Prix national de la Culture (2006)[11] ;
- Docteur honoris causa de l'université de Kinshasa (2002)[11] ;
- Prix littéraire de la ville de Sfax (1996)[11] ;
- Prix littéraire Mohamed-Mahfoudh (1995)[11].

## Vie privée
Il est marié à la philosophe Rachida Triki.

## Publications
- Platon et la dialectique, éd. Maison tunisienne de l'édition, Tunis, 1984
- Les philosophes et la guerre, éd. Presses universitaires de Tunis, Tunis, 1985
- Philosophie vagabonde, Beyrouth, 1986
- Philosophie de la diversité, éd. Maison arabe du livre, Tunis, 1987
- La Temporalité [sous la dir. de], éd. Université de Tunis, Tunis, 1989
- La philosophie de la modernité, Beyrouth, 1990
- L'Esprit historien dans la civilisation arabe et islamique, éd. Maison tunisienne de l'édition, Tunis, 1991
- Études farabiennes (ouvrage collectif), Sfax, 1995
- Approches philosophiques de l'histoire des sciences arabes (ouvrage collectif), Sfax, 1996
- Raisonnabilité et liberté, Tunis, 1998
- Lectures de philosophie de la diversité, 1998
- Philosopher le vivre-ensemble, éd. L'Or du Temps, Tunis, 1998
- La stratégie de l'identité, éd. Arcantère, Paris, 1998
- Agir pour les droits de l'homme au XXIe siècle (ouvrage collectif), éd. Unesco, Paris, 1998
- Unité-Diversité. Les identités culturelles dans le jeu de la mondialisation [sous la dir. de], éd. L'Harmattan, Paris, 2002
- La tâche de la philosophie dans un monde transculturel [sous la dir. de], éd. Peter Lang, Francfort-sur-le-Main, 2003
- Violence et droits dans une perspective transculturelle [sous la dir. de], éd. Peter Lang, Francfort-sur-le-Main, 2003
- Philosophie et média (ouvrage collectif), éd. Unesco, Paris, 2004
- Modernité et post-modernité, Beyrouth, 2004
- L'étranger et la justice [sous la dir. de], éd. Peter Lang, Francfort-sur-le-Main, 2004
- L'agir philosophique dans le dialogue transculturel [sous la dir. de], éd. L'Harmattan, Paris, 2006
- Formes de rationalité et dialogue culturel [sous la dir. de], éd. Georg Olms Verlag, Hildesheim, 2006
- Violence, religion et interculturalité [sous la dir. de], éd. Wassiti, Tunis, 2008
- La raison, éd. Maison méditerranéenne d'édition, Tunis/Beyrouth, 2008
- Les figures de l'humanité [sous la dir. de], éd. Peter Lang, Francfort-sur-le-Main, 2009
- La dignité humaine [sous la dir. de], éd. Peter Lang, Francfort-sur-le-Main, 2009
- L'éducation et la démocratie, éd. Maison méditerranéenne d'édition, Tunis/Beyrouth, 2009
- Philosophie de la vie quotidienne, éd. Maison méditerranéenne d'édition, Tunis/Beyrouth, 2009
- Justice, justification et droit (ouvrage collectif), éd. Peter Lang, Francfort-sur-le-Main, 2010
- Éthique de la dignité : révolution et vivre-ensemble (préface de Vincent Cespedes), éd. Arabesques, Tunis, 2018
- Philosopher en terre d'Islam, éd. Nirvana, Tunis, 2023